# Áreas protegidas de Kenia

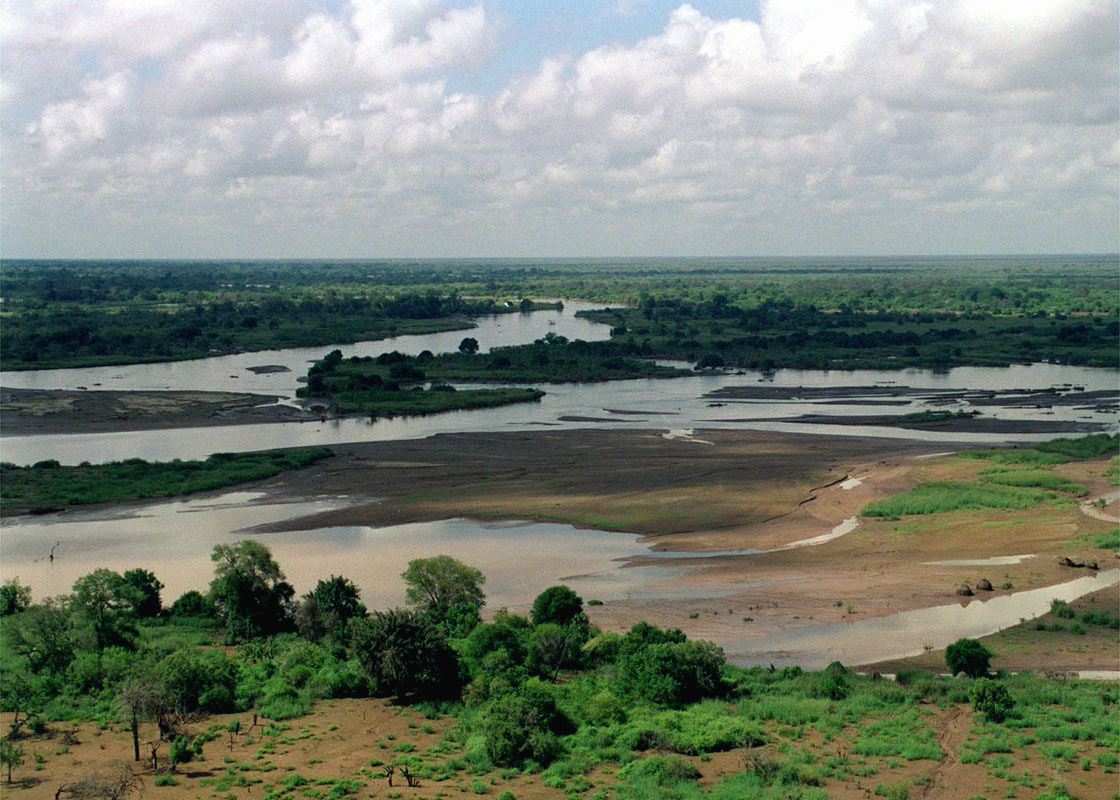
Río Tana, sitio Ramsar

Según la IUCN, en Kenia hay, en 2024, 457 áreas protegidas que cubren 81.460 km², un 13,97% de la superficie del país, 582.127 km². La superficie marina protegida es de 725 km², un 0,59% de los 123.783 km² de áreas marinas que pertenecen a Kenia. De las áreas protegidas, 23 son parques nacionales, 2 son reservas naturales, 270 son reservas forestales, 12 son reservas forestales privadas, 16 son reservas privadas, 29 son reservas nacionales, 5 son santuarios nacionales, 4 son parques nacionales marinos, 1 es un santuario de la naturaleza, 28 son reservas naturales comunitarias, 6 son reservas marinas nacionales, 9 son áreas marinas de gestión local, 4 son ranchos privados, 1 es un área de conservación, 21 son áreas de conservación comunitarias, 1 es un santuario natural comunitario, 1 es una reserva natural privada, 2 son áreas protegidas privadas y 5 no están clasificadas.
Las designaciones internacionales incluyen 6 reservas de la biosfera de la Unesco, 3 sitios patrimonio de la humanidad y 6 sitios Ramsar.

## Parques nacionales

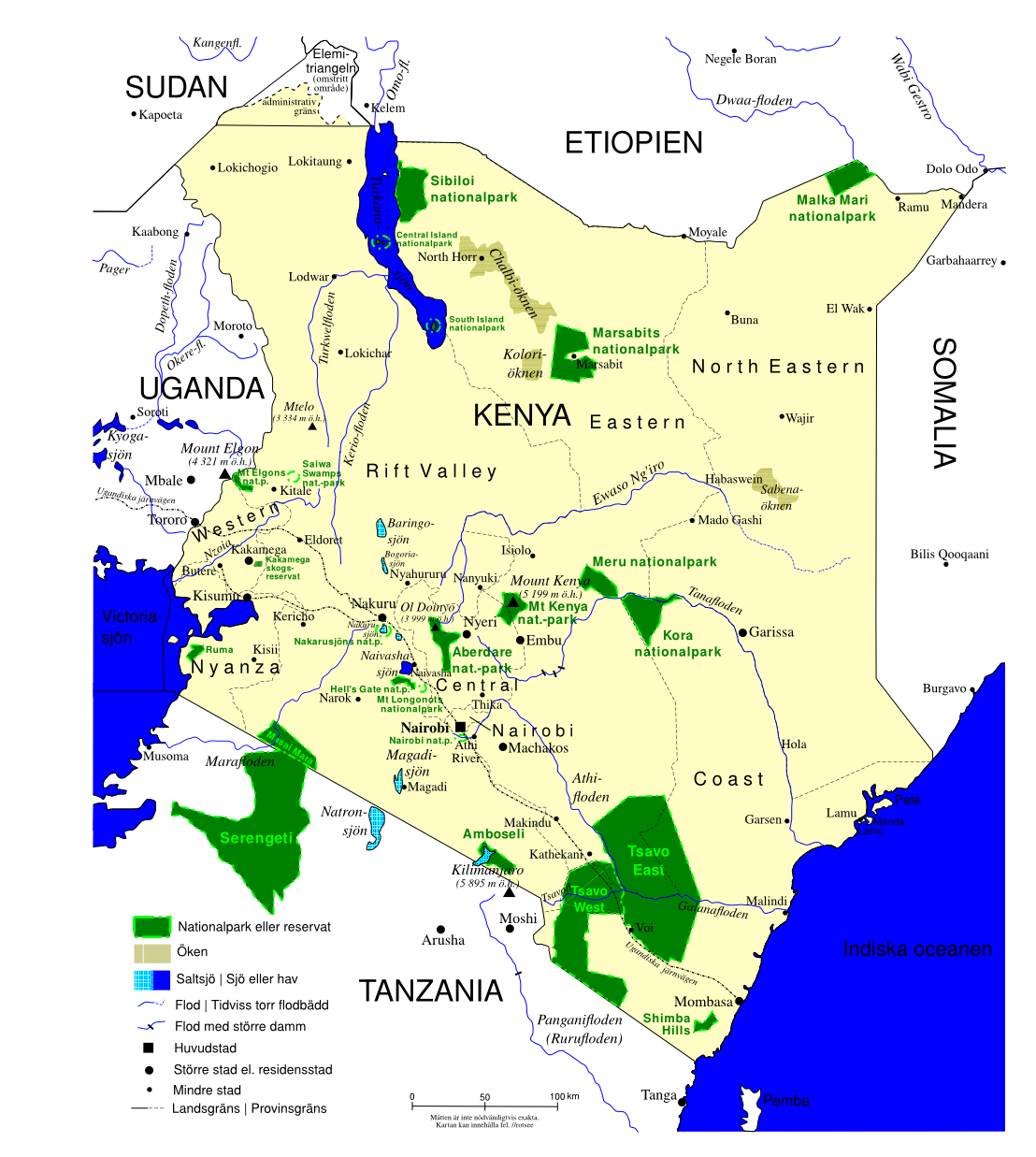
Mapa de parques nacionales de Kenia

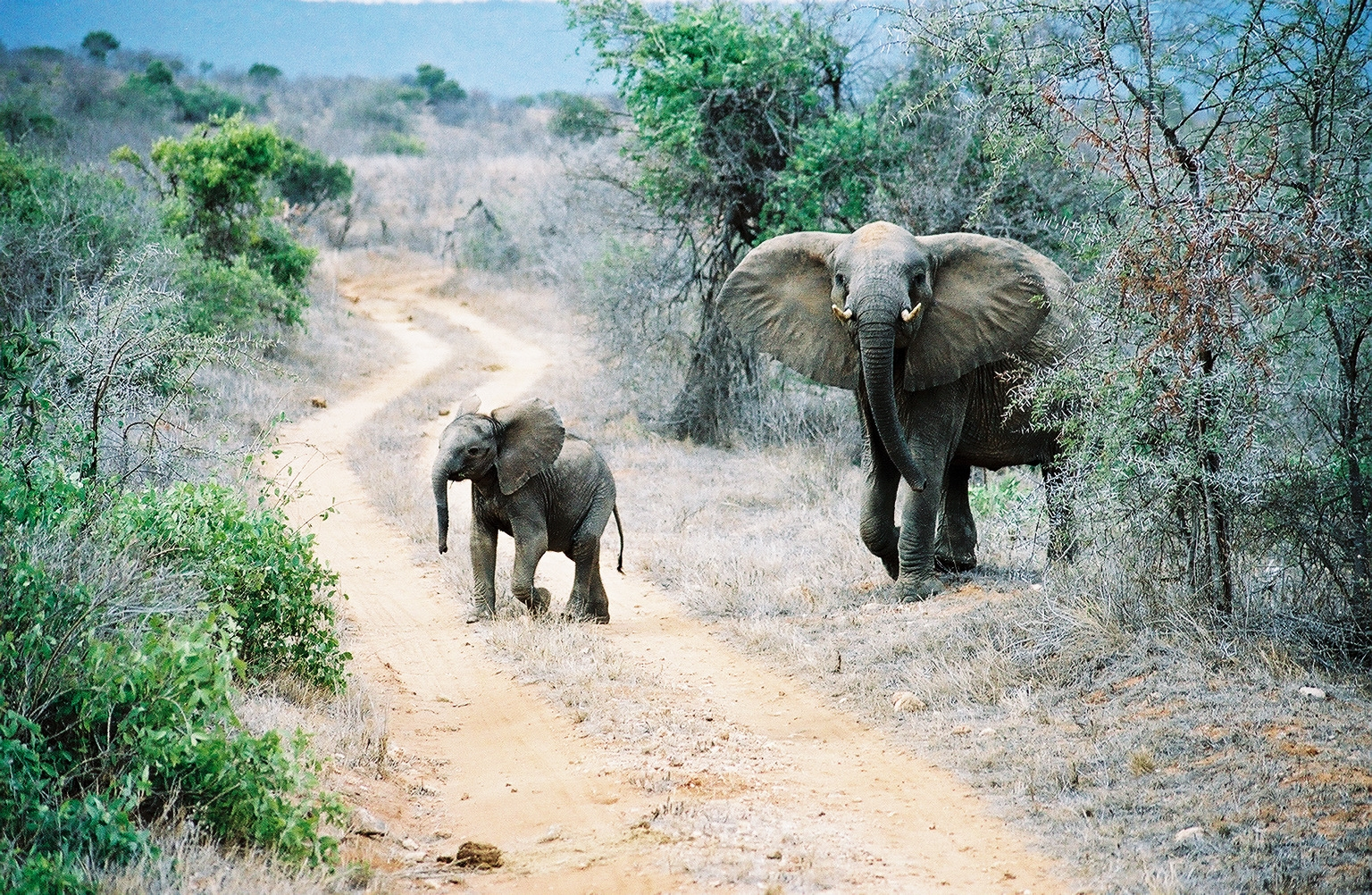
Elefantes en el Parque nacional de Tsavo Este

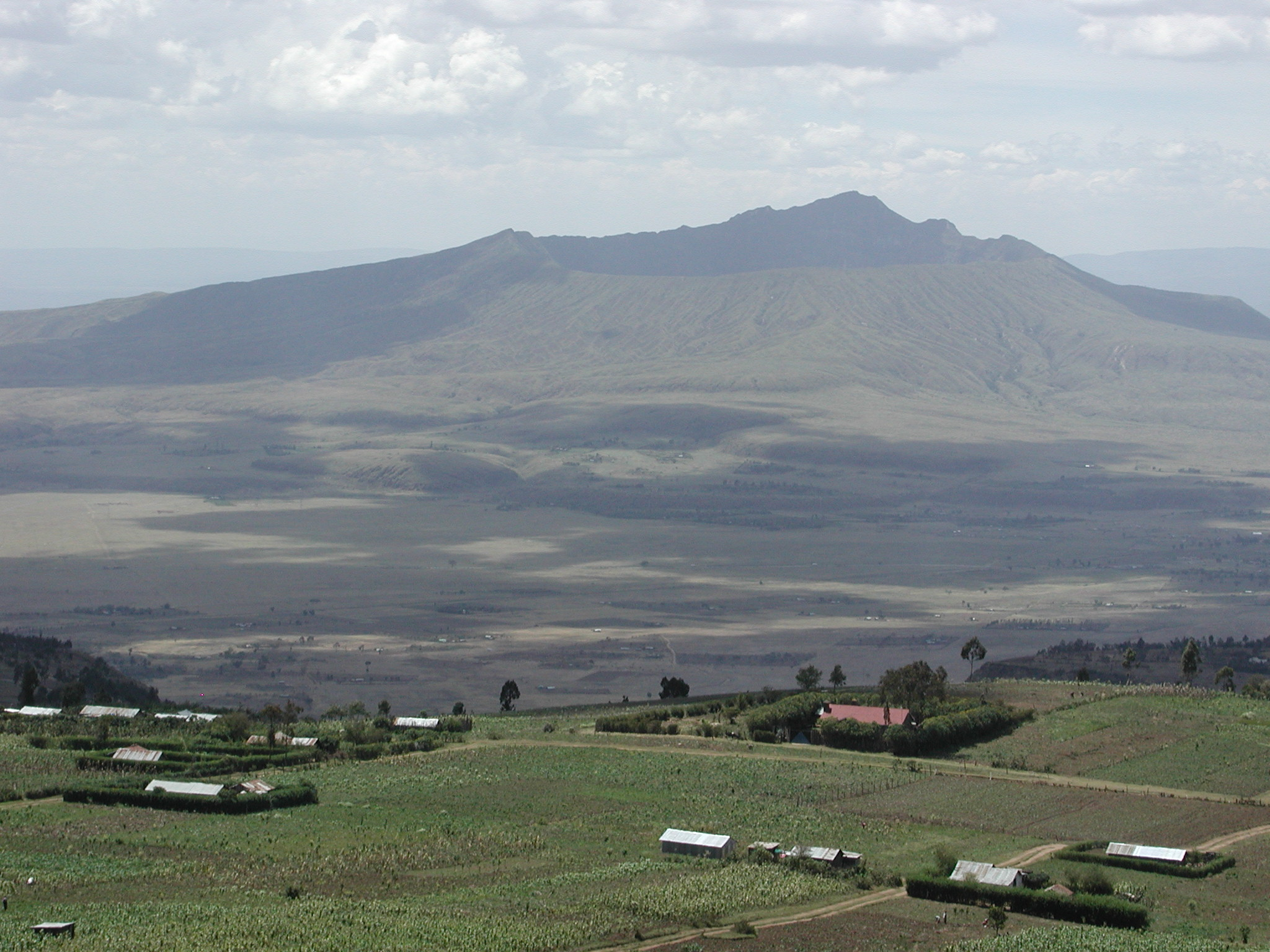
Monte Longonot

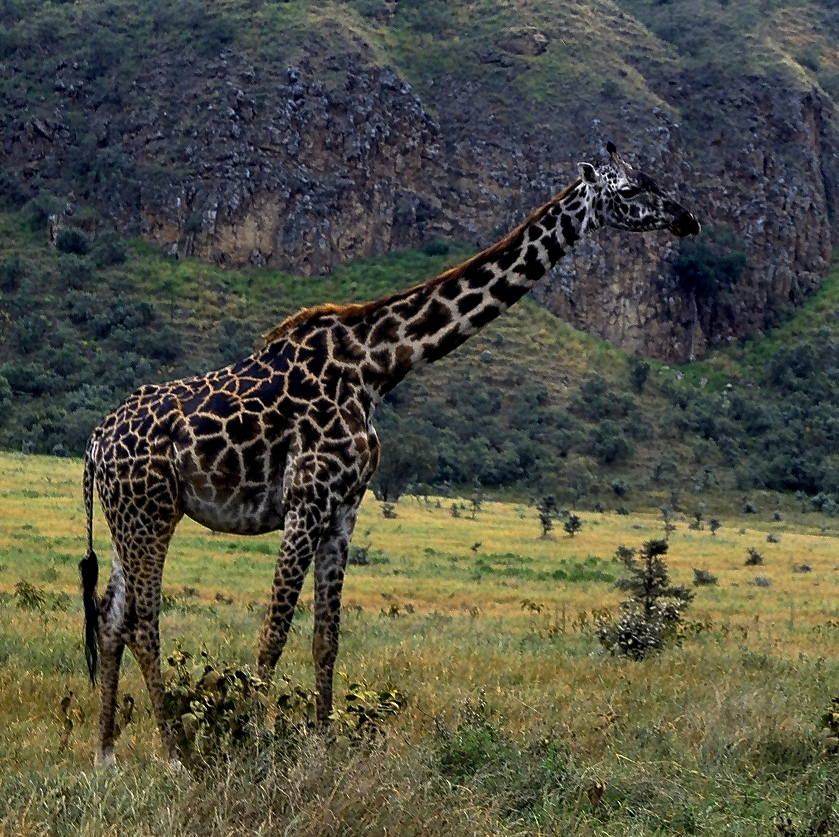
Jirafa en el parque nacional de Hell's Gate

La fauna y la flora de Kenia está representada en los 23 parques nacionales con que cuenta el país.
- Parque nacional de Aberdare, 1950, 766 km², entre 2100 y 4300 m de altitud; leopardos, elefantes, rinocerontes negros, búfalos, babuinos, aves, etc.
- Parque nacional de Amboseli, 1974, 392 km², sudeste del país, entre el lago Amboseli y el monte Kilimanjaro, habitado por masáis, destaca la población de elefantes.
- Parque nacional de Arabuko Sokoke, 1990, 6 km², parte de la reserva forestal de Arabuko Sokoke, 110 km norte de Mombasa, resto del bosque tropical de costa de Kenia, con especies endémicas de pájaros, junto a la reserva marina de Watamu.[4]
- Parque nacional de Isla Central, 1997, isla en el lago Turkana, forma parte de los Parques nacionales del lago Turkana, que incluyen la isla Cocodrilo o Central, la isla Sur y el parque nacional de Sibiloi; cubre 161.485 ha. Tiene características geológicas únicas, con cráteres y lagos interiores, y protege aves, cocodrilos e hipopótamos.[5]
- Parque nacional de Chyulu Hills, 1983, sudeste de Kenia, 120 km², importante zona volcánica junto a Tsavo; algo de bosque montano, pues supera los 2000 m de altitud; rinocerontes, cebras, búfalos, elefantes, leopardos, leones, etc.
- Parque nacional de Hell's Gate, 68,25 km², junto al lago Naivasha, valle del Rift, zona geotérmica, gargantas y acantilados, 1900 m de altitud; destacan los buitres, aunque también hay jirafas, búfalos, cebras, etc.
- Parque nacional Kora, 1989, 1.788 km², al este del monte Kenia, penillanura con inselbergs; elefantes, hipopótamos, hienas, leones, leopardos, etc. Entre el río Tana y el parque nacional de Meru.
- Parque nacional Lago Nakuru, 1961, 200 km², en el lago del mismo nombre, famoso por los flamencos.
- Parque nacional de Malka Mari, 1989, 1500 km², al norte de Marsabit, en la frontera con Etiopía marcada por el río Dawa, semiárido con bosques de ribera; pastores nómadas.
- Parque nacional de Marsabit, 1949-1989, 1500 km², norte de Kenia, tres lagos de cráter y un bosque montano; aves, grandes elefantes y reptiles.
- Parque nacional de Meru, 1966, 870 km², en el centro de Kenia; combina tierras altas y húmedas con tierras bajas y semiáridas; grandes herbazales y pantanos que favorecen la presencia de elefantes, hipopótamos, leones, leopardos, guepardos y antílopes; la caza intensiva hizo desaparecer los grandes animales en la década de 1990, reintroducidos actualmente, además de rinocerontes blancos sudafricanos; grandes horizontes; aquí vivía la leona Elsa del libro y película Nacida libre.[6]
- Parque nacional del Monte Elgon, 1968, ampliado en 1992 a Uganda, oeste de Kenia, 1.279 km²; abarca los ríos Nzoia (lago Victoria) y Turkwel (lago Turkana); contiene un bosque montano con lobelias gigantes y dendrosenecios; elefantes y búfalos, monos azules y colobos.
- Parque nacional del Monte Kenia, 1973-2013, 1300 km², la mitad por encima de 3000 m; búfalos y elefantes separados de las granjas por vallas eléctricas.
- Parque nacional del Monte Longonot, 52 km², cráter del volcán, de 2.776 m, cuyas laderas están cubiertas de bosque; cerca del lago Naivasha; en las zonas bajas hay grandes mamíferos.
- Parque nacional de Nairobi, 1946, 117 km², muy cerca de Nairobi, a solo 7 km separado por vallas eléctricas, posee todos los grandes mamíferos.
- Parque nacional de Ol Donyo Sabuk, 1967, 20,7 km², montaña de 2.145 m, centro sur de Kenia; cerca de las Fourteen Falls en el río Athi-Galana, 65 km el norte de Nairobi; búfalos, colobos, impalas.
- Parque nacional de Ruma, 1966, 120 km², cerca del lago Victoria; protege el antílope ruano; leopardos, jirafas, rinocerontes negros, búfalos, etc.
- Parque nacional de Saiwa Swamp, 1974, 3 km², al este del monte Elgon, el más pequeño de Kenia para proteger el antílope sitatunga.
- Parque nacional de Sibiloi, 1997, 1.570 km², forma parte de los Parques nacionales del lago Turkana, que incluyen la isla Central y la isla Sur. Se extiende a lo largo de la orilla del lago y es famoso por el yacimiento de Koobi Fora.
- Parque nacional de Tsavo East y parque nacional de Tsavo West, 1948, Tsavo Este ocupa 13.747 km² y Tsavo Oeste, 9.065 km². están separados por una carretera y el ferrocarril. En el sudeste, el río Tsavo es afluente del río Athi-Galana. Poseen los grandes mamíferos.
- Parque nacional marino de Watamu, 229 km2, designado en 1968. Arrecife de coral, 140 km al norte de Mombasa.[7] Forma parte de la Reserva de la biosfera de la Unesco de Malindi-Watamu.
- Parque nacional marino de Malindi, en 1968, arrecife de coral, 118 km al norte de Mombasa
- Parque nacional marino de Kisite-Mpunguti, en 1973, arrecife de coral, isla Wasini, cerca de Tanzania

## Reservas de la biosfera de la Unesco

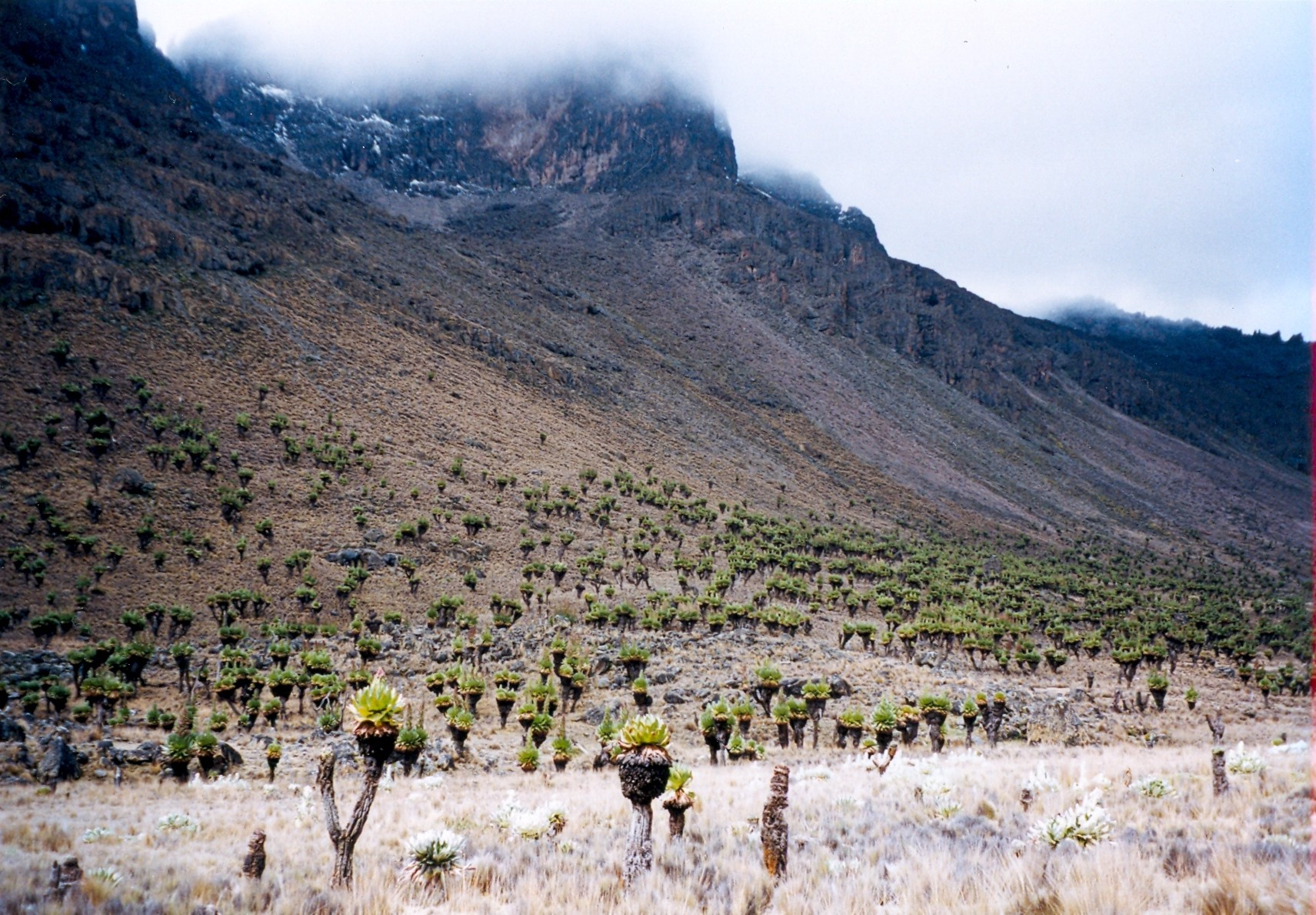
Senecio keniodendron en el valle de Mackinder, en el Parque nacional y reserva de la biosfera del monte Kenia

- Monte Kenia-Reserva de la biosfera de Lewa. El conjunto ocupa 5685 km², con un núcleo de 715 km². El monte Kenia es una montaña volcánica aislada. La reserva de la biosfera adyacente incluye bosque afromontano y praderas, con Juniperus procera y Cassipourea malosana en las zonas bajas. En la zona hay pastores masais y kikuyus. Se están desarrollando[8]

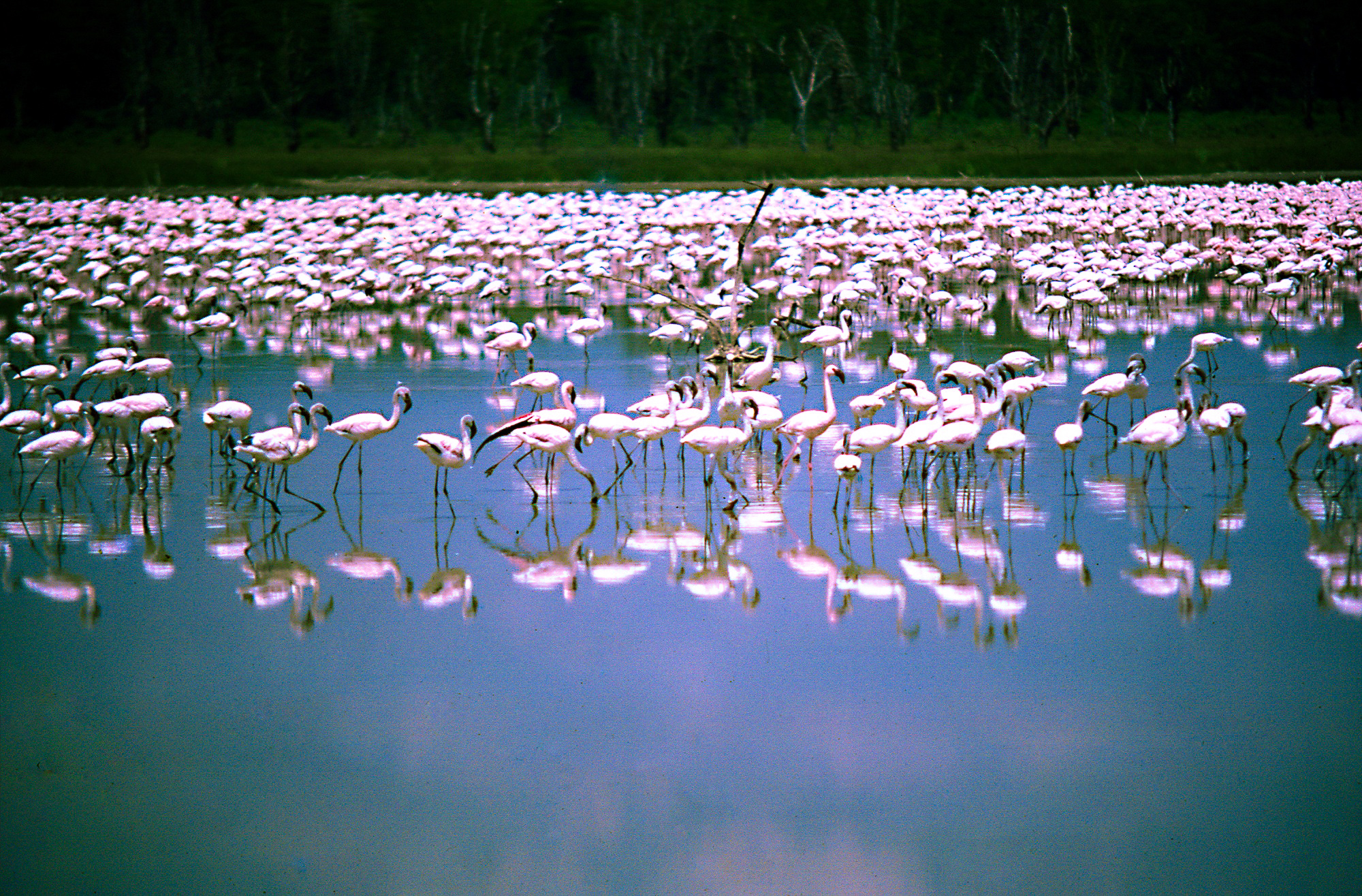
Nakuru, el lago del millón de flamencos

- Monte Kulal. Volcán extinto y erosionado de 2285 m en el norte de Kenia, al este del lago Turkana. Destaca por la presencia de una especie rara, el anteojitos serrano. Creada en 1978, la reserva tiene 28.407 km², de los que 26.847 son zona de transición y solo 199 forman parte del núcleo protegido de la reserva.[9]

- Reserva de la biosfera de Malindi-Watamu.  Ecosistema marino y costero a 100 km al norte de Mombasa, consistente en arrecifes de coral y ecosistemas asociados, con praderas marinas y manglares. Tiene una superficie de 346 km², con un núcleo de 16,4 km². En la costa hay plataformas rocosas, acantilados y playas de arena. Es un área de importancia para las aves.[10]

- Reserva de la biosfera de Kiunga. Se superpone a la Reserva nacional marina de Kiunga, de 270 km². La reserva de la biosfera tiene 7068 km², de los que 991 corresponden al núcleo. Es una franja costera en el sudeste del país, formada por playas y dunas de arena, así como arrecifes de coral y residuos orgánicos.[11]

- Amboseli

- Monte Elgon

## Sitios Ramsar
- Lago Baringo, 314,7 km², 0°31′59″ N 36°4′59″ E. Es un pequeño lago africano localizado en el centro de Kenia, en la provincia del Valle del Rift. Después del lago Turkana, es el más septentrional de los lagos kenianos del grupo de lagos del Gran Valle del Rift, con una superficie de unos 130 km² y una elevación de unos 970 m. Está alimentado por varios ríos, como el Molo, Perkerra y Ol Arabel, y no tiene ningún emisario aparente. Las aguas se filtran a través de los sedimentos del lago en la roca volcánica. Es uno de los dos lagos de agua menos alcalina del valle del Rift en Kenia, junto al lago Naivasha. Se encuentra en un ambiente caluroso y polvoriento y cuenta con más de 470 especies de aves registradas, ocasionalmente incluso con migración de flamencos. Hay un criadero de garzas Goliath situado en un islote rocoso en el lago conocido como Gibraltar. Hay hipopótamos y cocodrilos.[12]

- Lago Bogoria, 107 km², 0°15′ N 36°4′59″ E
- Lago Elmenteita, 108,8 km², 0°46′ N 36°22′59″ E
- Lago Naivasha, 300 km², 00°46′N 36°22′E
- Lago Nakuru, 188 km², 0°24′ N 36°4′59″ E
- Delta del río Tana, 1636 km²,  2°27′ S 40°16′59″ E

## Reservas nacionales

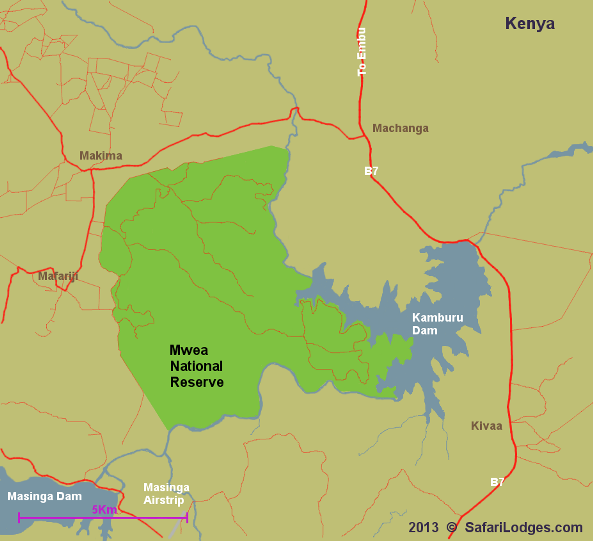
Reserva nacional Mwea

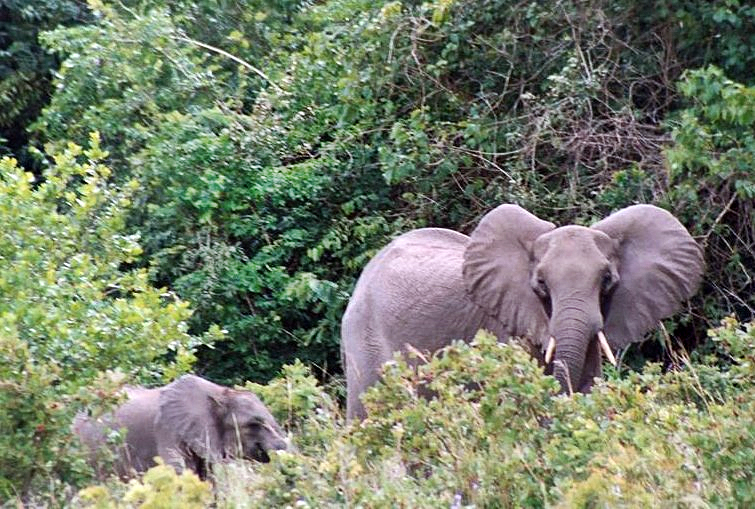
Elefantes en Shimba Hills

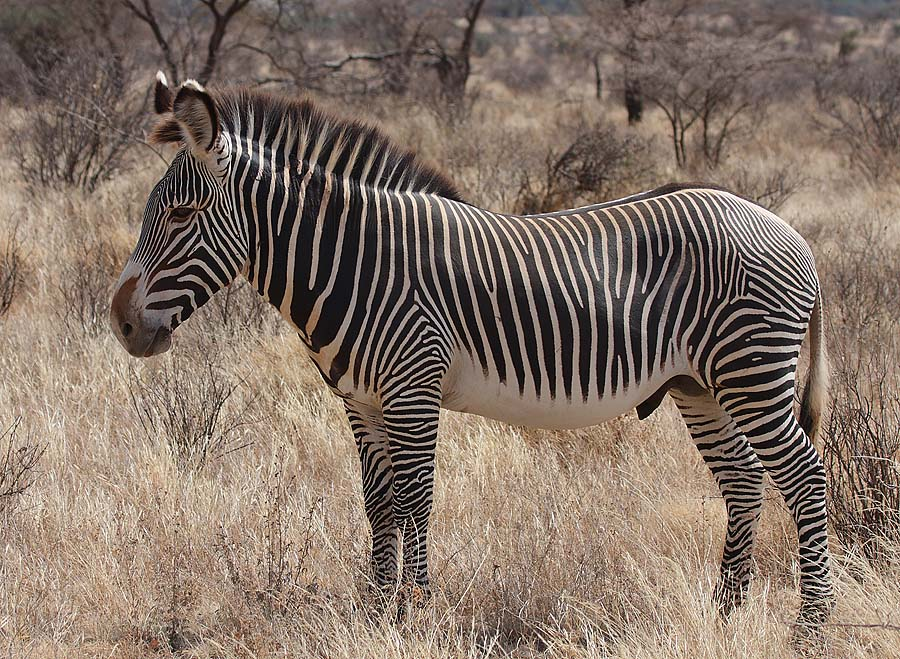
Cebra de Grevy en la Reserva nacional de Buffalo Springs.

- Reserva nacional de Nasolot. 92 km². En una zona agreste al norte del monte Mtelo (3336 m). Es una zona remota con pocos visitantes. Hay elefantes, bushbuck, duiker, leones, leopardos, dicdic de Kirk, hiena, chacal, impala, cercopiteco de cuello blanco, órix beisa, cobo de agua, papión oliva, búfalos, gacelas e hipopótamos.[13]

- Reserva natural de Bisanadi. 606 km². Al norte del Parque nacional de Meru. Zona árida y calurosa con especies como leones, elefantes, guepardos, rinocerontes, búfalos y unas 400 especies de aves. Se puede pescar y navegar en los ríos Tana y Rojewero.[14]

- Reserva nacional de Mwea. 42 km². En el distrito de Mbeere, en la provincia Oriental, a unos 200 km de Nairobi. Sistema de sabana con matorrales y grandes árboles dispersos, sobre todo acacias y baobabs. Hay también pastizales y bosques de ribera con una espesa maleza. Destacan, por su biodiversidad, los puntos de unión de los ríos Tana y Thiba, su afluente, y los embalses de Kamburu y Masinga. Hay elefantes, kudus, cocodrilos, hipopótamos, jirafas, cebras, búfalos, leopardos, duikers, chacales, antílopes, babuinos, monos velvet, serbales, hienas, ginetas, facóceros, impalas, etc.[15]

- Reserva nacional de Samburu, 165 km².
- Reserva nacional de Arawale, 533 km².
- Reserva nacional de Boni, 1339 km².
- Reserva nacional de Buffalo Springs, 131 km².

- Reserva nacional de Dodori, 877 km².  En el condado de Lamu oriental, en la zona norte costera. Está al sur de la reserva de Boni, que está en la frontera de Somalia. Ambos bosques son importantes para la conservación de especies amenazadas como el duiker de Ader. Se han visto licaones y antílopes de Hunter o hirolas. En Dodori hay elefantes, leones, búfalos y topi costero. Enfrente, en el mar, se encuentra la Reserva nacional marina de Kiunga.[16]

- Reserva nacional del valle del Kerio, 66 km². Situada en el valle del Kerio, una rama del valle del Rift, al oeste del país, entre las colinas de Tugen y las colinas de Cherang'any, en el condado de Elgeyo-Marakwet. En algunos lugares, el escarpe de Elgeyo se alza 1830 m por encima del valle, que tiene 1200 m de profundidad en una zona aislada. La vegetación es semitropical en las laderas y con arbustos espinosos en el fondo. Ocupa el lado occidental del río Kerio, infectado de cocodrilos, mientras el lado oriental pertenece a la reserva del lago Kamnarok. Tras establecer la reserva, en 1983, se introdujeron animales, como los elefantes, que han causado algún daño a los pastores kalenjin, que son los únicos en vivir en la zona.[17]

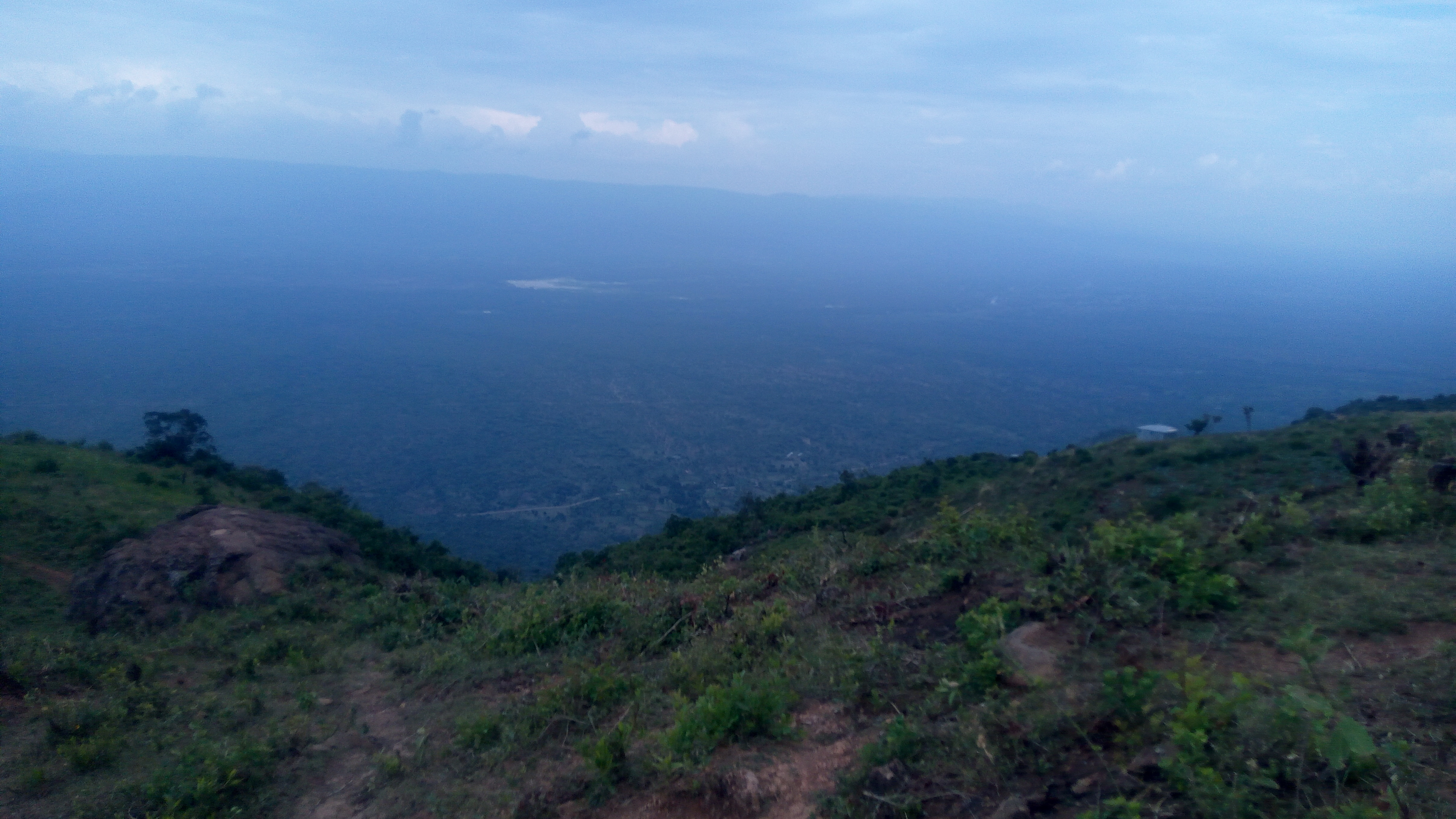
Vista del valle del Kerio, con el lago Kamnarok al fondo

- Reserva nacional del lago Kamnarok, 87,7 km², 0°38′N 35°37′E. En el condado de Elgeyo-Marakwet. El lago Kamnarok es muy pequeño, de apenas 1 km², y es estacional, varía mucho con las lluvias. La reserva tuvo la mayor población de cocodrilos de África, después del lago Chad, debido al río Kerio, infectado de ellos, que pasa por el oeste. Se creó en 1984 como reserva de caza, ya que había hasta 500 elefantes. El lago creció entre 1901 y 1917 debido a las abundantes lluvias, se secó en 1935 y cuando volvieron las aguas se llenó de cocodrilos del Nilo, de los que llegaron a haber unos 20.000 ejemplares.[18] El lago se secó en la sequía de 2007-2008 y solo ha vuelto a recuperarse en 2016, entre otras razones por la quema de los árboles de los alrededores, debido a la ocupación del territorio por los pastores, que llevó al río Kerio, principal fuente del lago, a disminuir notablemente su caudal. Los problemas afectaron igualmente a la Reserva nacional de Rimoi, con la que comparten los elefantes (muchas veces envenenados), y que fue rehabilitada en 2016.[19]

- Reserva nacional del lago Bogoria, 107 km².

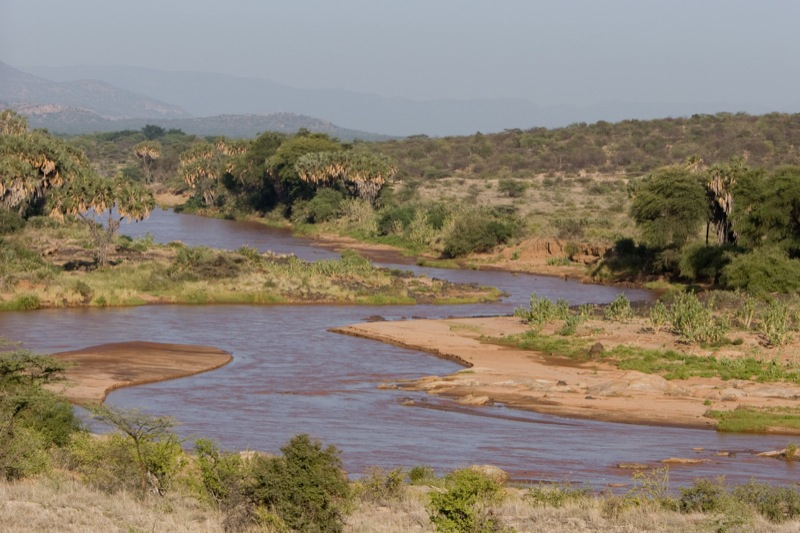
Río Shaba

- Reserva nacional de Shaba, 239 km². Área protegida en el condado de Isiolo, en el norte de Kenia, al este de las Reservas nacionales de Shimba Hills y Samburu, que juntas forman una gran reserva dividida por el río Ewaso Ng'iro. La reserva de Shaba posee un paisaje abierto que incluye bosques de ribera, arboledas dispersas y sabana seca dominadas por el monte Shaba, un volcán apagado de 1390 m de altitud, con una prominencia de 136 m.[20] Los animales se reúnen en las charcas y en los humedales dispersos por la reserva. Es el hogar de la cebra de Grevy y la rara alondra de Williams. Es el escenario de las películas Born Free (Nacida libre, de 1966), Out of Africa (Memorias de África, de 1985) y el programa de telerrealidad Survivor: Africa, de 2001. En las colinas abundan el saltarrocas y los hiracoideos. En los nidos de termitas de la sabana arbustiva hacen sus madrigueras el cerdo hormiguero, el zorro orejudo y el facócero. Entre los matorrales hay eland, impala, gacela de Grant y gerenuc. En los herbazales hay cebras, oryx y kudus. Entre los matorrales del árbol cepillo de dientes dormitan los leones durante el día. Por la noche, salen las hienas y los chacales.[21]

- Reserva nacional de Shimba Hills, 192,5 km².

## Reservas marinas

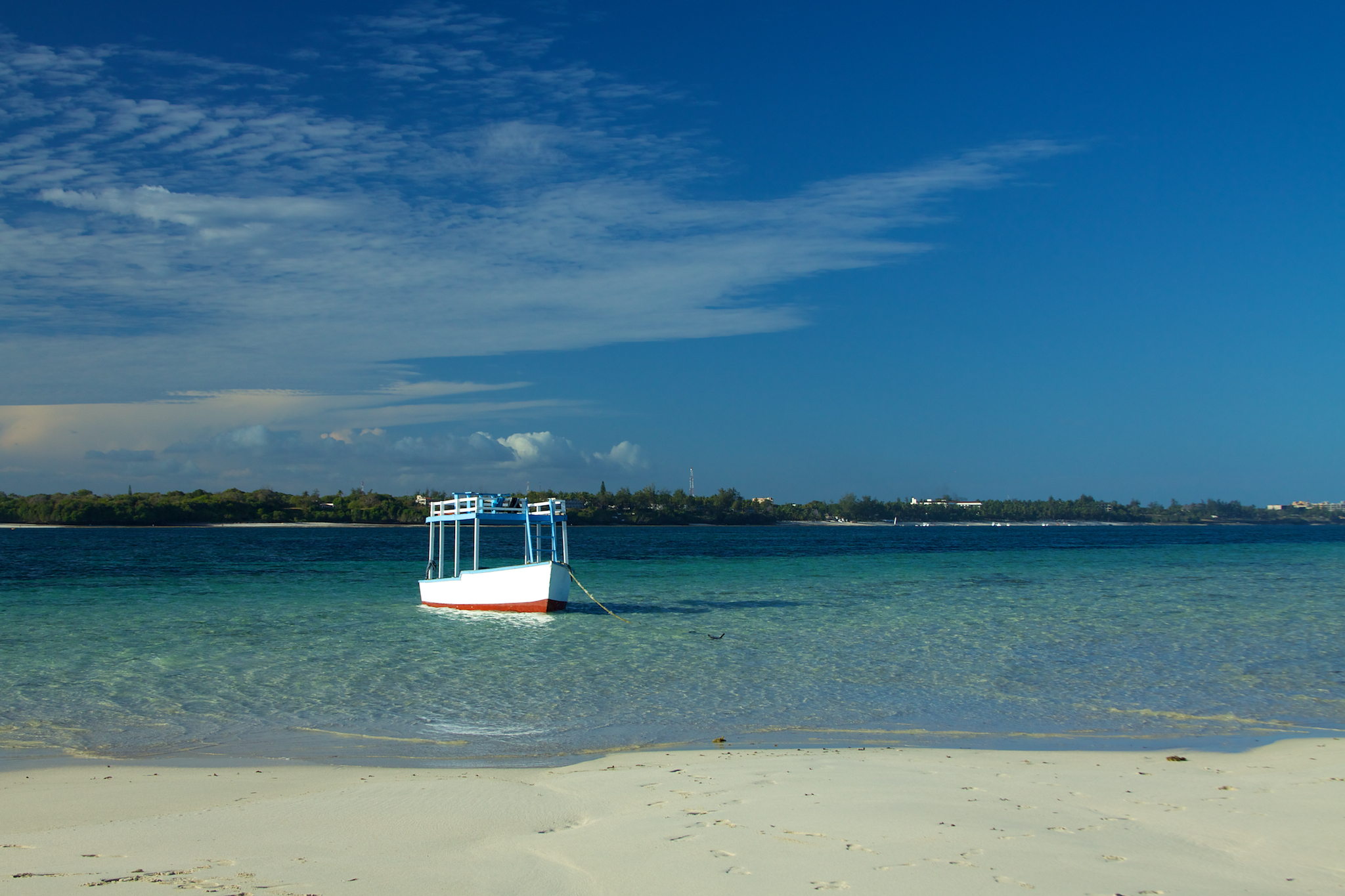
Parque nacional marino de Mombasa

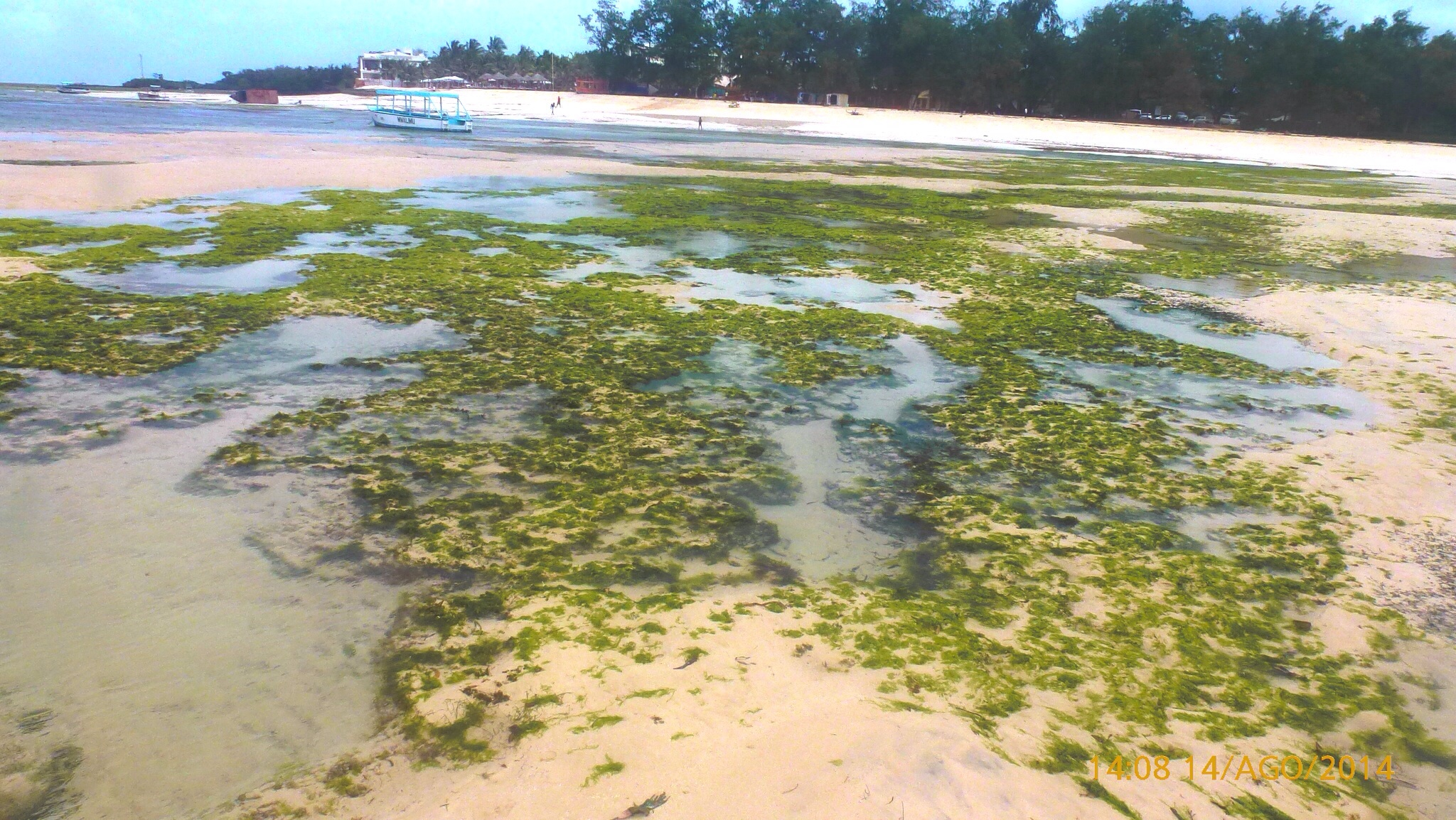
Arrecife en Malindi

- Reserva nacional marina de Kiunga, 270 km², en el condado de Lamu, en la provincia Costera. Comprende unas 50 islas en el archipiélago de Lamu, junto a las reservas nacionales de Boni y Dodori, en tierra. Las temperaturas oscilan entre 22 y 34 oC y las precipitaciones medias son de 500 mm.[22]

- Parque nacional marino de Watamu, 229 km². 140 km al norte de Mombasa. Los corales se encuentran a unos 300 m de la costa y albergan unas 600 especies de peces, 110 especies de coral, invertebrados, crustáceos y moluscos.[23]

- Parque nacional marino de Kisite-Mpunguti

- Parque nacional marino y reserva de Malindi, 118 km al norte de Mombasa, junto a la ciudad de Malindi. Los 6 km² del parque están rodeados por los 213 km² de la reserva, que comprende playas, manglares, llanuras de marea y una variedad de arrecifes de coral. Se encuentran las cuatro variedades de tortuga: verde, carey, olivácea y boba o careta.[24]

- Parque nacional marino y reserva de Mombasa El parque tiene 10 km², mientras que la reserva tiene 200 km². Está cerca de una zona turística donde se practica el esnórquel y el submarinismo. Hay arrecifes de coral y se encuentran una gran variedad de peces, cangrejos, estrellas de mar, corales, peces piedra, pepinos de mar, tortugas, praderas marinas y aves migratorias, incluyendo dromas.[25]